# Ytre Sundan
Ytre Sundan er et næsten otte kilometer langt sund i Bodø kommune i Nordland fylke i Norge, som adskiller den vestlige del af Straumøya fra fastlandet. Renden går fra Beiarkjeften i sydvest til Sundstraumen i nordøst. Videre fra Sundstraumen fortsætter Indre Sundan nordøstover til Svefjorden. Dette sundsystem har en sammenhængende længde på 13 kilometer.  Ved Steinsøya går der to sunde i sydlig retning som giver forbindelse til Fjellvika.
En del af tidevandet som går ind til Saltenfjorden går gennem Ytre- og Indre Sundan, men Saltstraumen længere inde, er alligevel den decideret stærkeste tidevandstrøm i forbindelse med fjorden.
Området er tyndt befolket. Der går lokal vej til bebyggelserne Gjælen og Valnes  fra fylkesvej 17 (Kystriksveien). Fra fylkesvej 580  på Straumøya går en lokal vej til gårdene på Hella. De to naturreservater Skånland og Sundstraumlian grænser til Ytre Sundan.